# Końce (Bokinka Pańska)
Końce – część wsi Bokinka Pańska w Polsce położona w województwie lubelskim, w powiecie bialskim, w gminie Tuczna.
Wierni kościoła rzymskokatolickiego należą do parafii Trójcy Świętej w Huszczy.
W latach 1975–1998 Końce należały administracyjnie do województwa bialskopodlaskiego.